# 11698 Fichtelman
11698 Fichtelman è un asteroide della fascia principale. Scoperto nel 1998, presenta un'orbita caratterizzata da un semiasse maggiore pari a 2,3361901 UA e da un'eccentricità di 0,1234698, inclinata di 6,62851° rispetto all'eclittica.